# Kung Fu Panda
Kung Fu Panda je americký animovaný film z roku 2008. Režírovali jej John Stevenson a Mark Osborne, jednotlivé postavy namluvili známí američtí a čínští herci, například Dustin Hoffman, Angelina Jolie, Jackie Chan, Lucy Liu a další. Film měl premiéru na Mezinárodním Filmovém festivalu v Cannes 15. května 2008 a dočkal se velmi příznivého přijetí jak u kritiků, tak u diváků. Stal se kasovním trhákem, když celosvětově vydělal 631,7 miliónu dolarů. V roce 2011 bylo natočeno volné pokračování Kung Fu Panda 2.

## Děj
Po je mladý nemotorný panda, který vypomáhá (nevlastnímu) husímu otci, panu Pingovi, s roznášením jídla v restauraci. Je obdivovatelem kung fu, jeho idoly jsou členové "Pěti postrachů" (Tygřice, Opičák, Zmije, Jeřáb a Kudlanka), pětice mistrů Kung Fu, kteří pod vedením Mistra Shifua ochraňují Údolí míru. Jednoho dne má Shifuův učitel, starý velmistr Oogway, vizi, podle které sněžný levhart Tai Lung unikne z vězení a přijde se do Údolí pomstít, neboť mu velmistr Oogway kdysi odmítl předat Dračí svitek, o kterém se říká, že obsahuje tajemství nekonečné síly. Mistr Shifu vyšle posla až do vězení, kde je Tai Lung držen, se zprávou o zvýšení stráží. Navíc, je třeba vybrat nového Dračího bojovníka, který by se Tai Lungovi postavil. K všeobecnému překvapení velmistr Oogway vybere právě Poa. Mezitím, vinou právě husího posla, Tai Lung z vězení prchá.
Po tedy začíná s tréninkem. Mistr Shifu se ho nejprve snaží odradit, stejně jako členové Zuřivé pětky, neboť se zdá, že Po se není schopen naučit ani základům bojového umění. Pak se však Shifuovi za pomoci motivace jídlem podaří Poa vyučit sice improvizovanému, ale účinnému bojovému stylu.
Když Tai Lung dorazí, Shifu chce vyjevit Poovi tajemství Dračího svitku, ukáže se však, že svitek je prázdný. Mezitím zkouší Tai Lunga zastavit Zuřivá pětka, ale Tai Lung je jednoho po druhém porazí pomocí své techniky úderů na nervové body. V zoufalství nařídí mistr Shifu evakuaci údolí s tím, že se pokusí Tai Lunga zadržet tak dlouho, jak to půjde. Po se setká se svým (adoptivním) otcem, který mu vysvětlí, že věci se stanou výjimečné, pokud lidé věří že výjimečné jsou. Po pochopí, že toto je princip Dračího svitku.
Vrátí se do chrámu, kde Tai Lung mezitím málem zabil Shifua. Následuje tuhý souboj, ve kterém Po využívá toho, že na něj Tai Lungovy nervové údery díky jeho tloušťce neúčinkují a také toho, že jeho neortodoxní bojový styl je pro Tai Lunga neznámý a matoucí. Tai Lung se sice v průběhu boje zmocní Dračího svitku, není ale schopen pochopit jeho symbolický význam. Po jej nakonec porazí mocnou technikou Skadoosh, kterou se naučil pozorováním. Je nyní zachráncem Údolí, a členové Zuřivé pětky i Mistr Shifu jej uznají jako opravdového mistra kung fu.

## Obsazení
Film je animovaný, následující přehled tedy uvádí, kdo v originále propůjčil hlas dané postavě.
| Jack Black      | Po                                  |
| Dustin Hoffman  | Mistr Sifu, panda červená           |
| Ian McShane     | Tai Lung, sněžný levhart            |
| Angelina Jolie  | Mistryně Tygřice                    |
| Jackie Chan     | Mistr Opičák                        |
| Seth Rogen      | Mistr Kudlanka                      |
| Lucy Liu        | Mistryně Zmije                      |
| David Cross     | Mistr Jeřáb                         |
| Randall Duk Kim | Velmistr Oogway, želva              |
| James Hong      | pan Ping, Poův adoptivní otec, husa |

Následující přehled uvádí, kdo kterou postavu namluvil v českém dabingu.
| Saša Rašilov       | Po                     |
| Otakar Brousek st. | Mistr Sifu             |
| Miroslav Táborský  | Tai Lung               |
| Tereza Bebarová    | Mistryně Tygřice       |
| Filip Švarc        | Mistr Opičák           |
| Michal Holán       | Mistr Kudlanka         |
| Nela Boudová       | Mistryně Zmije         |
| Zbyšek Pantůček    | Mistr Jeřáb            |
| Dalimil Klapka     | Velmistr Oogway, želva |
| Bohuslav Kalva     | pan Ping               |